# Tunnel Wagenladungsstraße
Tunnel Wagenladungsstraße ist ein Straßentunnel in Stuttgart-Mitte, der sich zum Teil in der Planungsphase befindet. Er ist in drei Teilabschnitte gegliedert, von denen bereits zwei fertiggestellt wurden und der Erschließung des Europaviertels dienen.

## Geschichte
Die Wagenladungsstraße war eine parallel zur Bahnhof-Straße (heute: Heilbronner Straße) errichtete Straße, zur Beladung von Güterwagen, auf dem Gelände des Stuttgarter Güterbahnhofs. Dieser Güterbahnhof, nördlich vom Stuttgarter Hauptbahnhof wurde in den 1980er Jahren geschlossen. 1997 wurde im Rahmenplan Stuttgart 21 ein Vorschlag zur künftigen Nutzung des Viertels veröffentlicht, in dem die Wagenladungsstraße als Erschließungsweg der Baustellen rund um Stuttgart 21 vorgesehen war. Mit der Umsetzung des städtebaulichen Konzepts wurden die Bahnanlagen zurückgebaut und mit der Errichtung des Europaviertels wurde ab 1990 der südliche Teil der Wagenladungsstraße überdeckelt. Der nördliche Teil wurde abgerissen und überbaut in den Baufeldern 4, 5, 6 und 7.

## Nordtunnel
Der nördliche Abschnitt beginnt an der Wolframstraße, unterquert den Mailänder Platz und verzweigt sich dann in zwei Äste. Nach Norden  führt ein Tunnel unter das Einkaufszentrum Milaneo, der zur Anlieferung dient. Nach Süden bildet der Tunnel einen Anschluss zum Baufeld 5 und von dort aus zum südlichen Abschnitt des Tunnels Wagenladungsstraße. Der Tunnel dient zudem der Erschließung der Tiefgarage des Einkaufszentrums sowie der Zufahrt des Hotels im Milaneo. An der Wolframstraße, an der der Tunnel mit dem Cityring Stuttgart verknüpft ist, ist 2013 eine von Ampeln geregelte Kreuzung entstanden.
Im November 2011 schrieb die DB Services Immobilien GmbH einen ersten 390 Meter langen, in offener Bauweise zu erstellenden Abschnitt aus und vergab den Auftrag im Juli 2012. Baubeginn des nördlichen Wagenladungstunnels war im Mai 2012, Inbetriebnahme des ersten Abschnitts im Oktober 2014.

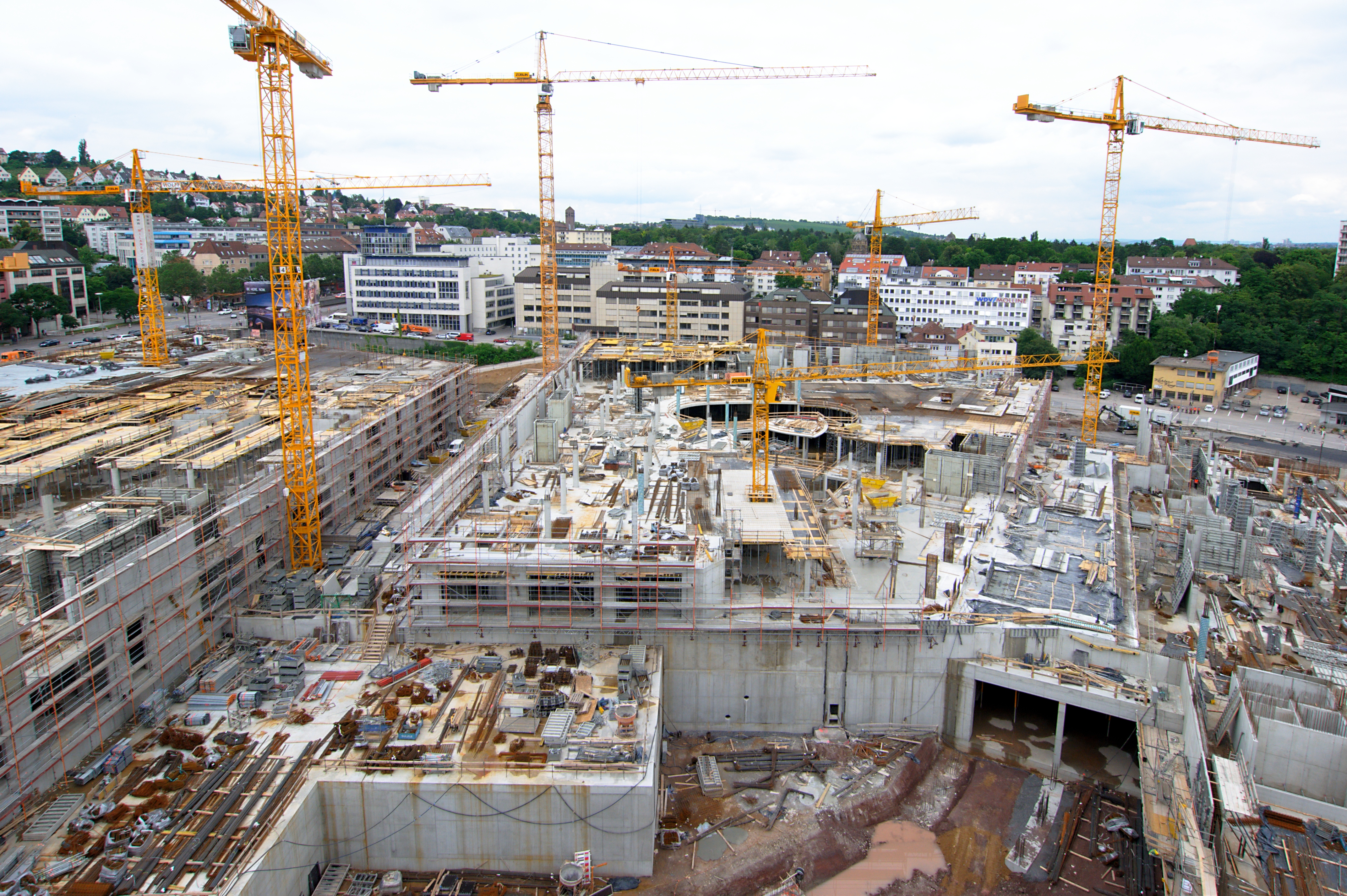
Bauarbeiten am Milaneo im Juli 2013, am rechten unteren Bildrand ist der Tunnel im Rohbau zu sehen
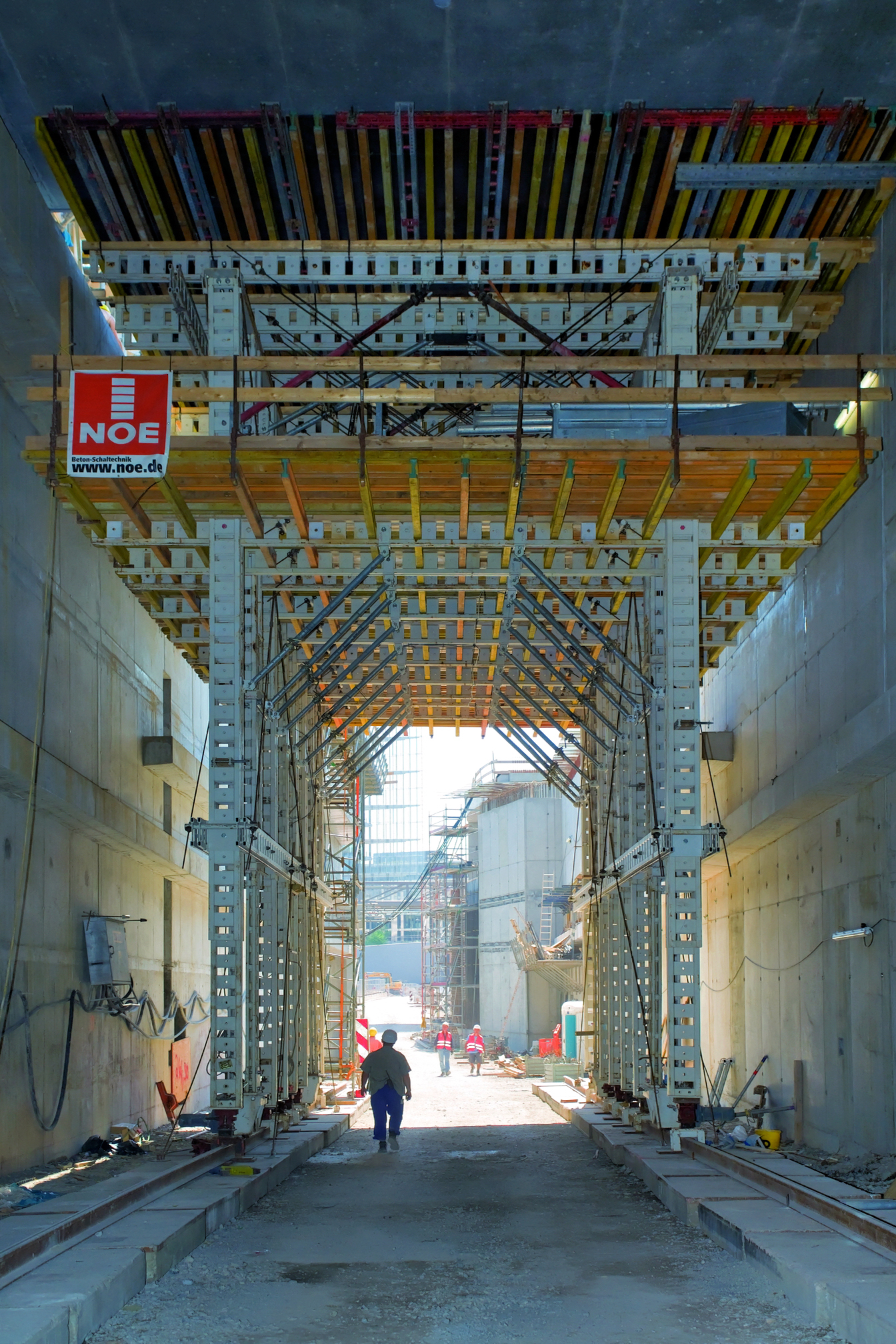
Höhenverstellbarer Deckenschalwagen im Einsatz beim Bau des Tunnels Wagenladungsstraße Stuttgart

## Südtunnel
Der ältere, südliche Tunnel Wagenladungsstraße beginnt am Kurt-Georg-Kiesinger-Platz westlich des Hauptbahnhofs und mündet in Baufeld 4 des Europaviertels. Seine Länge beträgt ungefähr 330 Meter.
Der älteste Abschnitt ist eine rund 50 Meter lange Abzweigung direkt am südlichen Eingang, die zur Unterquerung der Heilbronner Straße dient. Diese wurde Ende der 1970er, im Zuge der Errichtung des Stadtbahntunnels unterhalb der Heilbronner Straße, für den Straßenverkehr eröffnet. Sie ist jedoch aufgrund von Bauarbeiten am Tiefbahnhof von Stuttgart 21 bis auf weiteres nur für Baustellenfahrzeuge zugänglich. Seit 2014 wird die Unterquerung als Logistikstraße verwendet, um Baufahrzeugen vom Nordkopf des Tiefbahnhofs das Unterqueren der Heilbronner Straße zu ermöglichen, da sie von dort aus Anschluss zur Baustraße zum Nordbahnhof haben, ohne den öffentlichen Straßenverkehr zu beeinträchtigen. Da der Zugang zum eigentlichen Abzweig des Tunnels zur Anlieferung der darüberliegenden Gebäude dadurch nicht mehr gewährleistet ist, wurde im Baufeld 4 ersatzweise eine Rampe aus Asphalt zum nördlichen Zugang des Tunnels errichtet.
Ein weiterer Teilabschnitt wurde von 1990 bis 1994 durch das Gebäude des Hauptsitzes der Sparda-Bank überdeckelt sowie von 2002 bis 2004 mit dem Bau weiterer Bürogebäude der LBBW.

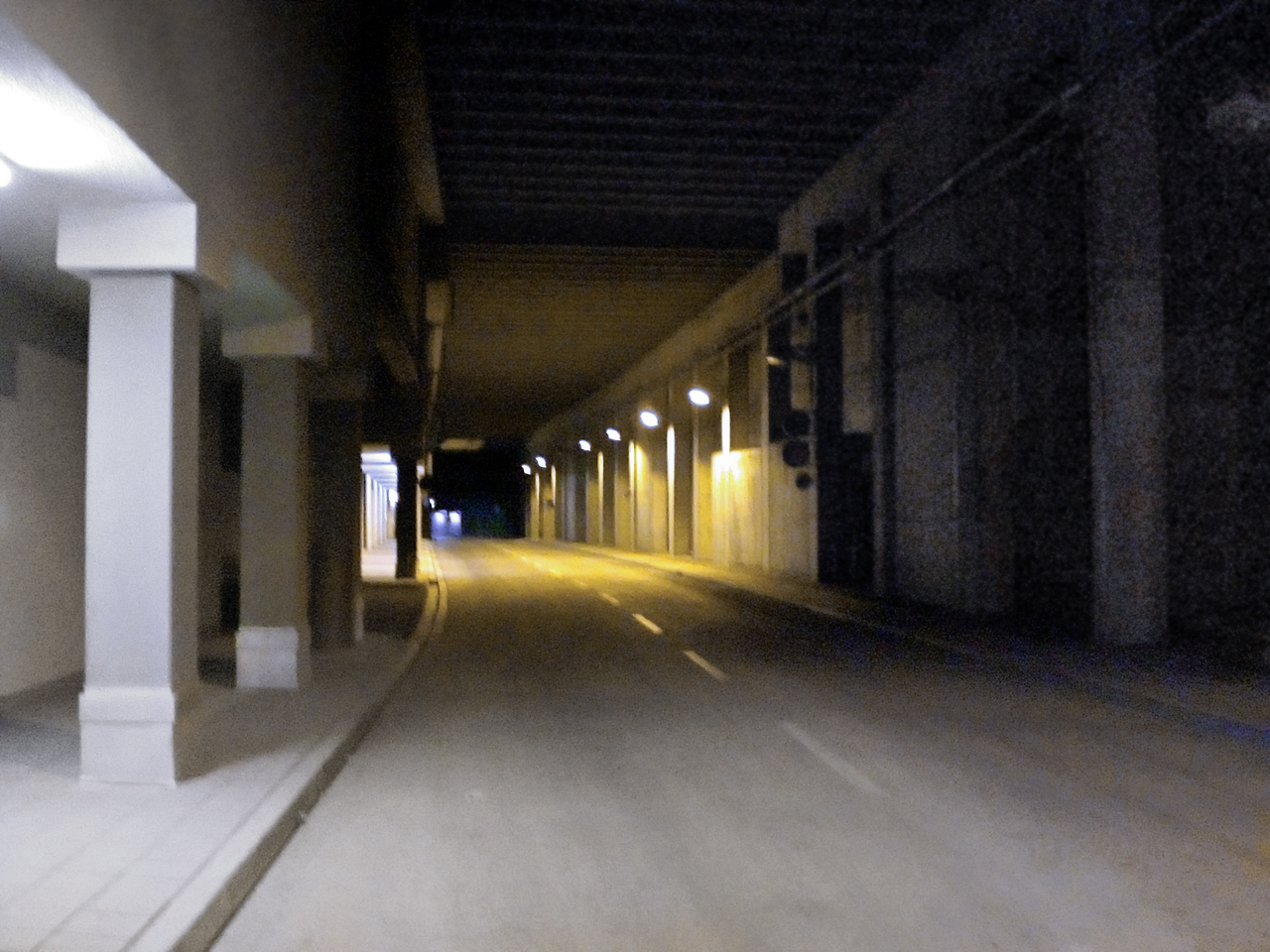

## Verbindungsstück
Das geplante Verbindungsstück unterhalb der Baufelder 4 und 5 des Europaviertels soll eine komplett im Tunnel verlaufende Verbindung zwischen Hauptbahnhof und dem Portal an der Wolframstraße gewährleisten. Dieses wird voraussichtlich mit den Gebäuden auf den entsprechenden Baufeldern in Betrieb genommen werden.